# 上海市歴史博物館

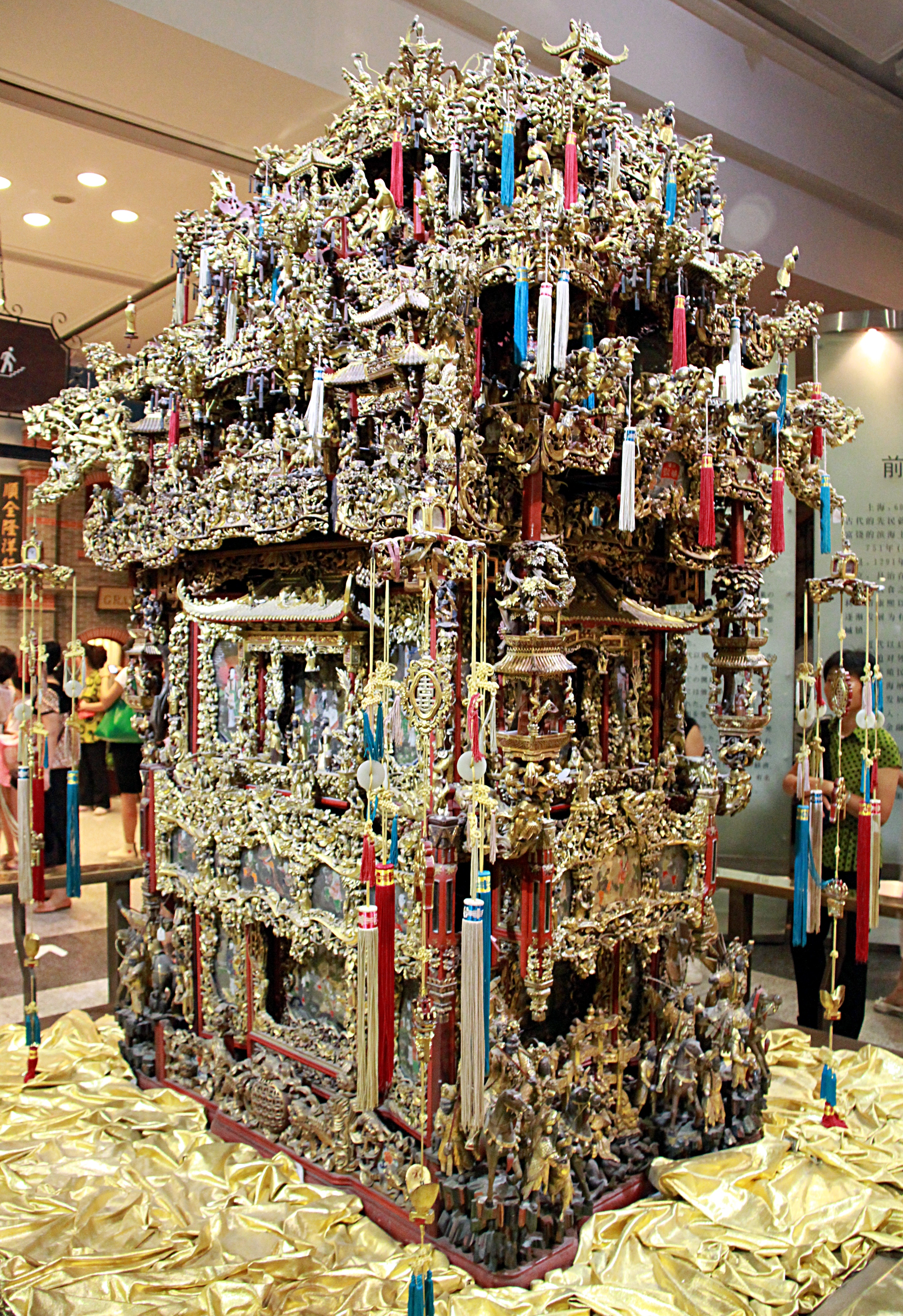
コレクションの一つである結婚式用の乗り物

上海市歴史博物館（シャンハイしれきしはくぶつかん、中: 上海市历史博物馆）は、中国の上海の歴史をテーマにした博物館。
この博物館のコレクションは、1843年の開港から共産党政権が実権を握った1949年までの約100年間の上海の歴史を焦点を当て、主にその都市発展の歴史と、政治、経済、文化、市政、社会生活などの分野にまたがっている。現在は自身の施設を持っておらず、コレクションの殆どは倉庫にある。しかし一部は浦東・陸家嘴の東方明珠電視塔の真下にある展示室で公開されており、他のコレクションも上海市内の専門博物館に貸し出されることがある。また時おり、上海図書館などの他の施設で特別展を開くこともある。

## 沿革
上海市文化局は1952年に「上海地志博物館」、1954年に「上海歴史与建設博物館」として博物館の設立を計画したが、上海の他の博物館と展示内容が重複するという理由でいったん撤回された。
その後1983年に、「上海歴史文物陳列館」（上海历史文物陈列馆）としてこの博物館は設立された。1984年5月27日に、虹橋路の上海農業展覧館第五館を使って一般公開が始まった。1991年に宋慶齢陵園内の工場を改築してそこへ移転し、現在の名称となった。1999年に土地再開発のため施設は閉鎖されたが、コレクションの“臨時”展示はその後も各地で行なわれた。2001年5月以降は、東方明珠電視塔の真下に「上海城市歴史発展陳列館」（上海城市历史发展陈列馆）と称して展示スペースを確保し、コレクションから選ばれた品々を一般公開している。

## 東方明珠電視塔の展示
東方明珠電視塔の展示は「華亭溯源」、「城廂風貌」、「開埠掠影」、「十里洋場」、「海上旧踪」の5部に分かれている。

## コレクション

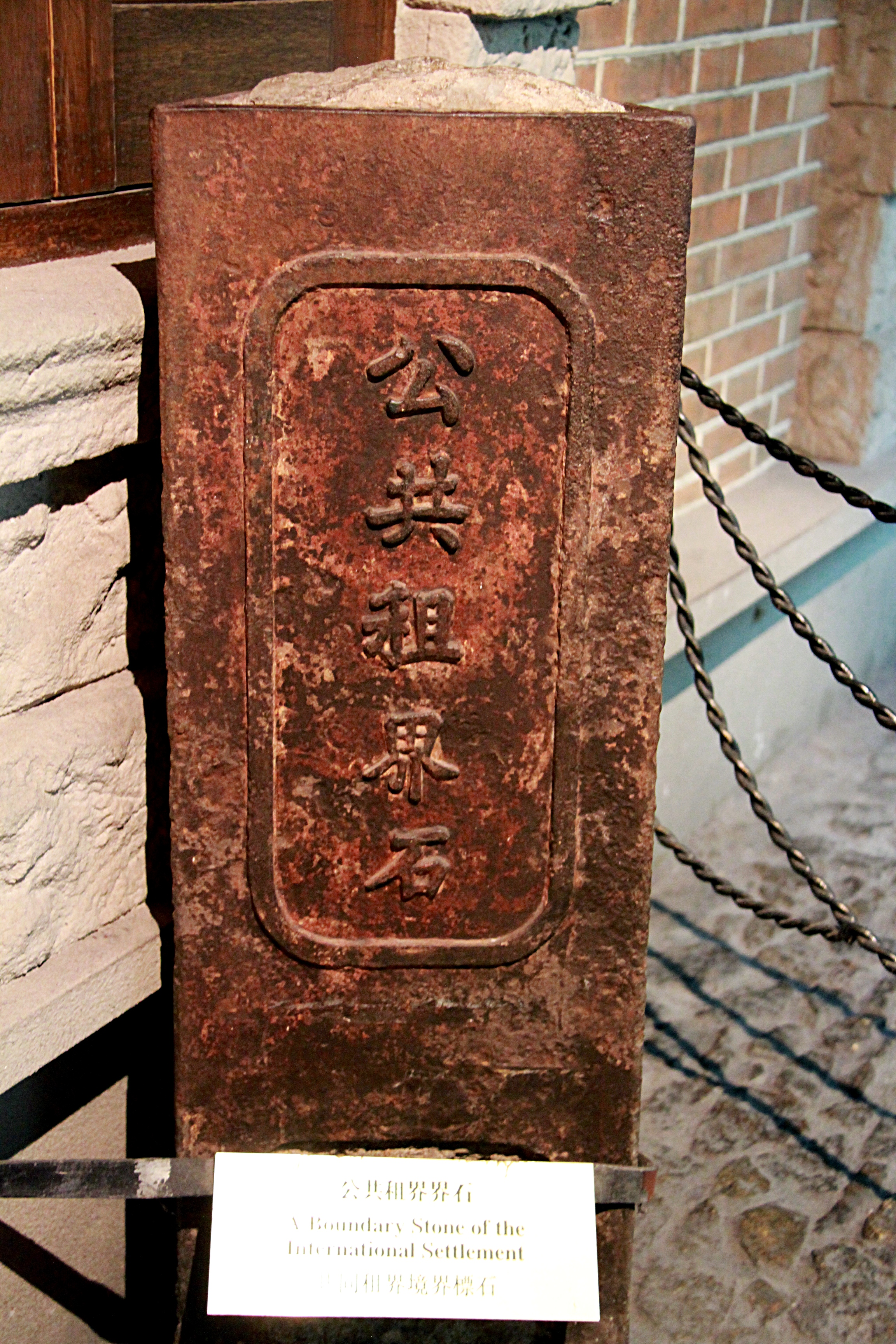
共同租界の境界を示す標識

コレクションの総数は3万点を超える。それらのうち18,000点は市の近現代史に関するもので、租界の行政府から譲渡されたものも含まれる。主なコレクションには次のようなものがある。
- 明代の刺繍の名手・韓希孟による「花卉虫魚冊」（花と虫と魚）。
- 侯峒曾が書いた掛軸。
- 七宝寺の金字写経。
- 「振遠将軍」と呼ばれた青銅製の大砲。阿片戦争で清国の将軍として上海の防衛にあたった陳化成が使ったもの。
- 太平天国が発行した貨幣「大花銭」。
- かつてHSBCビル（匯丰銀行）の玄関に置かれていた一対の青銅製のライオン像。
- フランス租界と共同租界の境界を示した標識（1893年）。

## 施設
上海市歴史博物館は今のところ自身の施設を持っていない。新しい施設の建設を望む声が長年にわたり繰り返しあがっているが、商業的な配慮（東方明珠電視塔の展示施設が塔自体の集客要因になっている）と予算上の制約から実現に至っていない。市政府は施設の再建を再三約束してきたが、具体的な計画は今も発表されていない。最近では、市の2011年度の5ヵ年計画で、5年以内に施設を再建すると改めて表明された。

### 関連文献
- Kirk A. Denton, Exhibiting the Past: Historical Memory and the Politics of Museums in Postsocialist China (University of Hawaii Press, 2014), pp. 88-92.